# Mamă!
Mamă! (titlu original: Mother! stilizat ca mother!) este un film american psihologic de groază din 2017 regizat de Darren Aronofsky. Rolurile principale au fost interpretate de actorii  Jennifer Lawrence, Javier Bardem, Ed Harris și Michelle Pfeiffer.

## Prezentare
Povestea filmului este despre o tânără femeie a cărei viață liniștită acasă alături de soțul ei este întreruptă de sosirea unui cuplu misterios. 

## Distribuție
- Jennifer Lawrence - mama
- Javier Bardem - El
- Ed Harris - bărbatul
- Michelle Pfeiffer - femeia
- Domhnall Gleeson - cel mai mare fiu
- Brian Gleeson - fratele mai mic
- Kristen Wiig - herald
- Jovan Adepo - cupbearer
- Stephen McHattie - zealot
- Laurence Leboeuf - maiden
- Amanda Warren - healer
- Marcia Jean Kurtz - hoț

## Producție
Filmările au avut loc în perioada 13 iunie 2016 - 28 augus 2016. Cheltuielile de producție s-au ridicat la 44,5 milioane $.

## Primire
A avut încasări de 30 milioane $.